# بازی چهار امتیازی

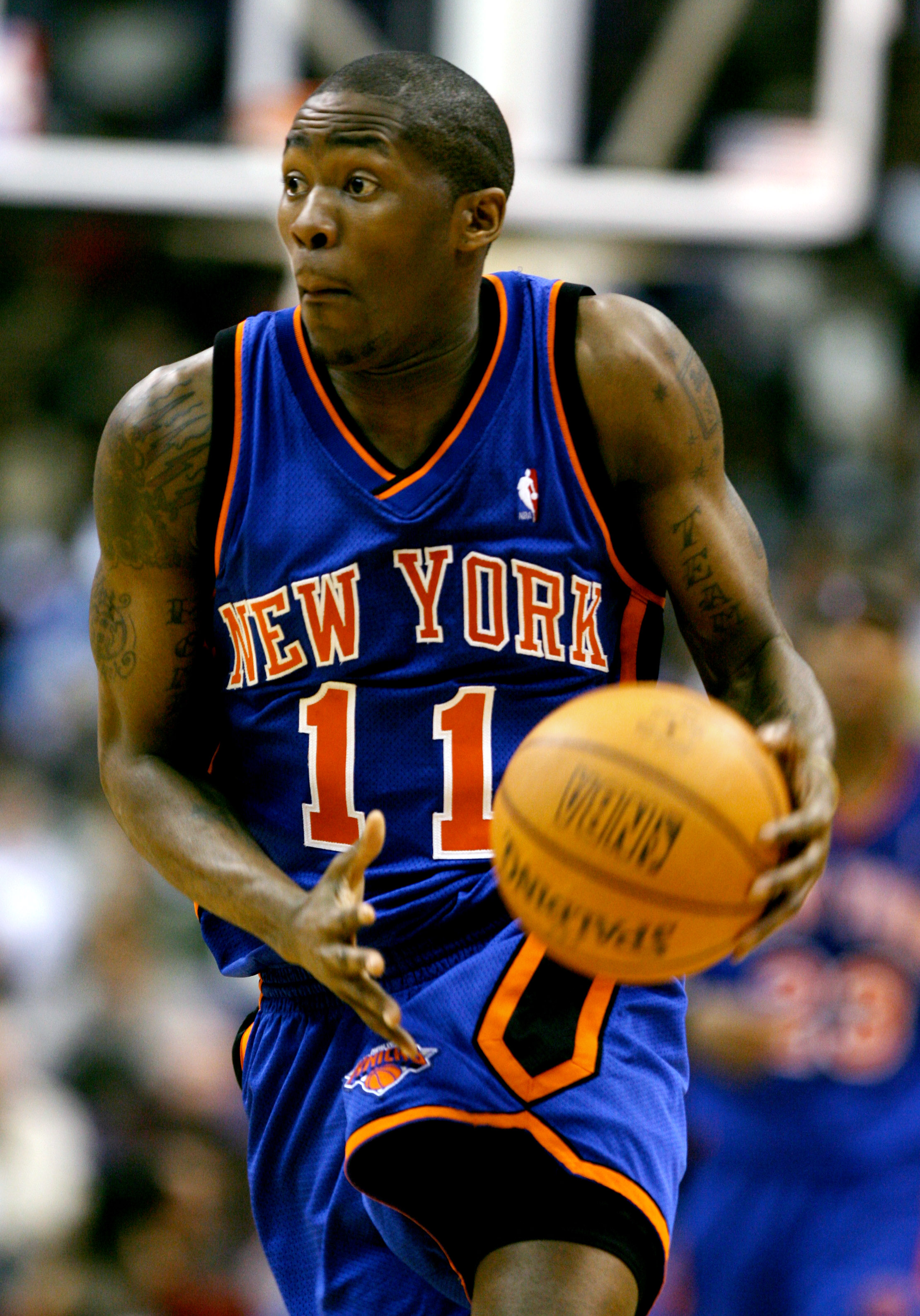
جمال کراوفورد دارنده بیشترین بازی چهار امتیازی در ان بی ای است.

در بسکتبال، بازی چهار امتیازی یکی از اتفاقات نادر است که زمانی اتفاق می افتد که بازیکن مهاجم اقدام به شوتی کند و پرتاب سه امتیازی منطقه ای موفقی انجام دهد و در همان زمان بازیکن دفاعی روی او خطا انجام دهد و در نتیجه این خطای شخصی، یک پرتاب آزاد به بازیکن مهاجم می‌دهند ؛ یا بازیکن مهاجم پرتاب منطقه ای دو امتیازی موفقی انجام دهد و با خطای عمدی و آشکارا بازیکن مدافع سرنگون شود ، دو پنالتی به او می‌دهند. اگر بازیکن در پرتاب آزادهای خود موفق کار کند، برای تیم خود در یک فاز حمله ۴ امتیاز به ارمغان آورده‌است. برای اولین بار لیگ بسکتبال آمریکا بازی چهار امتیازی را به بسکتبال معرفی کرد سپس اتحادیه بسکتبال آمریکا آن را طی فصل افتتاحیه این مسابقات تصویب کرد. اتحادیه ملی بسکتبال در سال ۱۹۷۹ و همین طور فیبا در سال ۱۹۸۴ و ان‌سی‌ای‌ای در سال ۱۹۸۶ (فقط مردان) و در سال ۱۹۸۷ (بانوان) و پیش دانشگاهی و مسابقات دبیرستانی در سال ۱۹۸۷ و در اتحادیه ملی بسکتبال زنان در سال ۱۹۹۷ این قانون را معرفی کردند.
سم اسمیت از تیم شیکاگو بولز اولین بازی چهار امتیازی در تاریخ اتحادیه ملی بسکتبال را در تاریخ ۲۱ اکتبر ۱۹۷۹ مقابل میلواکی باکس ثبت کرد. دیل الیس اولین بازیکنی در تاریخ ان بی ای بود که در یک بازی توانست دو بار این حرکت را در روز پیروزی مقابل ساکرامنتو کینگز در تاریخ ۲۶ ژانویه ۱۹۸۸ انجام دهد. در تاریخ ۲۹ آوریل ۲۰۰۹، جیمز جونز طی ۱۱ ثانیه دو بار این حرکت را انجام داد و ۸ امتیاز برای تیمش گرفت. تا ۶ مارچ ۲۰۱۷ ، رکورد تعداد بازی چهار امتیازی را جمال کراوفورد با تعداد ۵۰ بار داراست؛ با محسوب شدن پلی آف، این عدد به ۵۵ می‌رسد . 